# Mincecore
Mincecore je hudební žánr stojící na základech grindcore se sociálně-politickými texty. Termín mincecore poprvé použila belgická hudební skupina Agathocles.
Jedná se o syrovou a minimalistickou formu grindcore. Texty písní pojednávají o sociálních a politických problémech. Jedna píseň zpravidla obsahuje pouze jeden, nebo dva akordy. V ČR se za mincecore považovali Malignant Tumour, a to v období 1997–2001.

## Příklady mincecorových kapel
- Agathocles
- Malignant Tumour (dříve)
- Unholy Grave